# Leonora (Guyana)
Pour les articles homonymes, voir Leonora.
Leonora est un village situé dans la région Îles d'Essequibo-Demerara occidental au Guyana.

## Description et accès
Leonora s'étend sur une superficie d'environ 13 km et faisait partie de la paroisse de Saint-Luc. Il s'étend d'Anna Catherina à l'est à Stewartville à l'ouest. Il est bordé au nord par l'océan Atlantique et au sud par la réserve.

## Histoire
En 1939, six travailleurs sont tués à la suite d'une fusillade.

## Sport
En 2016, le village accueille dans son stade les Jeux inter-guyanais, regroupant des sportifs issus du Guyana et du Suriname voisin.

## Religion et spiritualité
Ce village compte trois groupes religieux: hindous, musulmans et chrétiens.

## Personnalités notables
Irfaan Ali, 10e président de la République coopérative du Guyana, y est né.